# Zdeněk Holoubek
Zdeněk Holoubek (* 30. září 1937) je bývalý český fotbalista, obránce.

## Fotbalová kariéra
V československé lize hrál za SONP Kladno. Nastoupil ve 113 ligových utkáních.

## Ligová bilance
| Ročník                                   | Zápasy | Góly | Klub         |
| ---------------------------------------- | ------ | ---- | ------------ |
| 1. československá fotbalová liga 1957/58 | 1      | 0    | Baník Kladno |
| 1. československá fotbalová liga 1960/61 | 15     | 0    | Baník Kladno |
| 1. československá fotbalová liga 1961/62 | 14     | 0    | SONP Kladno  |
| 1. československá fotbalová liga 1962/63 | 23     | 0    | SONP Kladno  |
| 1. československá fotbalová liga 1963/64 | 26     | 0    | SONP Kladno  |
| 1. československá fotbalová liga 1964/65 | 23     | 0    | SONP Kladno  |
| 1. československá fotbalová liga 1969/70 | 11     | 0    | SONP Kladno  |
| CELKEM 1. liga                           | 113    | 0    |              |